# Judit Pla i Roig
Judit Pla Roig (Barcelona, 2 de maig de 1978) és una atleta catalana, especialista en la disciplina de cros i 5000 m.
Formada al Club Natació Montjuïc, va ser entrenada pel seu pare, Manel Pla. En categories júnior i promesa, va destacar aconseguint diversos campionats de cros i de 5.000 m. En categoria absoluta, va ser campiona de Catalunya de cros en cinc ocasions, i en pista, quatre en 5.000 m i una en 1.500 m. A nivell estatal, va ser tres vegades campiona d'Espanya en 5.000 m. Internacional amb la selecció espanyola d'atletisme en vint-i-set ocasions, va participar en nou campionats del món de cros, entre 2001 i 2010, i en tres europeus. També, en pista, va ser campiona Iberoamericana en 5.000 m i va competir als Jocs Mediterranis de 2001 i 2009, als Campionats d'Europa de 2010 i 2012, on va ser finalista, al Campionat del Món de Berlín 2009. Va participar en els Jocs Olímpics de Londres 2012, on va batre el seu propi rècord de Catalunya en 5.000 m (15’20’’39).

## Palmarès
- 1 Campionat Iberoamericà en 5.000 m: 2010

Campionat de Catalunya
- 5 Campionats de Catalunya de cros: : 2003, 2004, 2008, 2013 i 2016[4]
- 1 Campionats de Catalunya en 1.500 m: 2009
- 4 Campionats de Catalunya en 5.000 m: 2001, 2002, 2006 i 2007[5]

Campionat d'Espanya
- 3 Campionats d'Espanya en 5.000 m: 2006, 2009 i 2010
- 2 subcampionats d'Espanya en 5000 m : 2008 i 2013
- 2 subcampionats d'Espanya en cros: 2007 i 2008